# Uppryckandet
Uppryckandet eller bortryckandet (engelska: Rapture) är tillfället som kristen eskatologi talar om som då Jesus kommer för att hämta de troende, bruden, till sig. Människor "rycks upp" till skyarna, varav uttrycket fått sitt namn. Teologin uppstod i sin moderna form i USA under 1800-talets mitt.

## Olika tolkningar

Jämförelse mellan de olika tolkningarna kring uppryckandets händelseförlopp.

Det finns olika tolkningar och uppfattningar om när uppryckandet kommer att ske i förhållande till övriga eskatologiska händelser och skeenden, så som vedermödan, Harmageddon, tusenårsriket och Domedagen, varav pre-, mid- och posttribulation med största sannolikhet är de vanligaste.[källa behövs]

### Pretribulation
Pretribulation är tron på att uppryckandet sker innan (pre-) vedermödan (eng. tribulation). Denna lära blev populär på 1800-talet och fick ny popularitet på 1970-talet, bland annat genom Hal Lindseys bok The Late Great Planet Earth (1970) och en dokumentärfilm med samma namn. På 1970-talet gjordes en dramafilm, A Thief in the Night (1972; filmen följdes av tre uppföljare) på temat. 1995 utgavs romanen Lämnad kvar (Left Behind) av Tim LaHaye och Jerry B. Jenkins, den första i en lång serie om uppryckandet och tiden därefter. Dessa böcker orsakade på nytt ökat intresse för denna teologi. Enligt Hal Lindsey är uppryckandet bara första delen av Jesu återkomst och innebär att de troende kommer att ryckas upp till himlen för att undslippa de vedermödor som de otrogna kommer att drabbas av innan Jesus slutligen återkommer (när "allas ögon skola se honom" (Upp 1:7)) för att upprätta sitt rike på jorden. Efter uppryckandet ska sju år av vedermödor drabba dem som lämnats kvar. De som blir frälsta efter uppryckandet kommer att bli förföljda för sin tro och många av dem kommer att dö som martyrer. Detta är i dagens läge den populäraste tolkningen av uppryckandet.

### Midtribulation
Midtribulation, en mindre utbredd lära, är tron att uppryckandet ske tre och ett halvt år, det vill säga halvvägs, in i vedermödan.

### Posttribulation
Posttribulation är tron på att uppryckandet sker efter (post-) vedermödan. De troende kommer enligt denna tolkning att genomlida vedermödan och vittna för att omvända folk.

## Teologisk grund
Tron på uppryckandet grundar sig bland annat på Matt 24:29-31 där Jesus talar till lärjungarna:
| ”                  | Strax efter den tidens lidanden skall solen förmörkas och månen mista sitt sken. Stjärnorna skall falla från skyn och himlens makter skakas. Då skall Människosonens tecken synas på himlen, och då skall alla jordens stammar höja klagorop, och man skall få se Människosonen komma på himlens moln med stor makt och stor härlighet. Och han skall sända ut sina änglar vid ljudet av en stor basun, och de skall samla hans utvalda från de fyra väderstrecken, från himlens ena gräns till den andra. | „ |
| – Matteus 24:29-31 | |   |

Uppryckandet nämns även på andra ställen i samband med uppståndelsen och det är en vanlig uppfattning att de båda sker samtidigt.
| ”                                    | Ty när en befallning ljuder, en ärkeängels röst och en Guds basun, då skall Herren själv stiga ner från himlen. Och först skall de som dött i Kristus Jesus uppstå. Därefter skall vi som lever och är kvar ryckas upp bland moln tillsammans med dem för att möta Herren i rymden. Och så skall vi alltid vara hos Herren. Trösta därför varandra med dessa ord | „ |
| – Första Thessalonikerbrevet 4:16-18 | |   |

## Kritik
Teologin har kritiserats av bland andra barnpsykologer för att skrämma barn att tro Uppryckandet skett, och att barnen blivit kvarlämnade varje gång föräldrarna inte funnits inom räckhåll.